# Герман Гмайнер
Герман Гмайнер (нім. Hermann Gmeiner; 23 червня 1919, Альбершвенде, Австрія — 26 квітня 1986, Інсбрук, Австрія) — австрійський педагог, громадський діяч, засновник міжнародної організації SOS-Kinderdorf.

## Біографія
Герман Гмайнер народився в багатодітній сім'ї, яка виживала з гірської ферми. Коли йому було п'ятнадцять років померла мати. У 1936 році після занять з своєю сестрою Ідою та її подругою Ірмою, які навчалися на педагогів в університеті Інсбрука, підготувався та поступив до другого класу гімназії у Фельдкірх. У гімназії навчався до лютого 1940 року, коли його призвали на військову службу.
У війську він перебував на території Фінляндії, СРСР, Румунії та Угорщини. Після місячного перебування на фронті в лісах Фінляндії, куди він потрапив у червні 1941, його перекинули до Росії, де незабаром отримав перше поранення — куля потрапила йому в руку. Декілька місяців перебував у лазареті в Клагенфурті. У 1942 році в складі високогірного батальйону воював на Кавказі. У 1943 році перебував на Кубані, у Румунії. У травні 1944 року був важко
поранений і декілька місяців пролежав у лазареті. Після цього його відправили до Угорщини, але через поганий стан здоров'я опинився в лікарні м. Брегенц. 
Додому повернувся у листопаді 1945 року. Записався слухачем медицини університету м. Інсбрук, оскільки не мав атестата про закінчення гімназії. Для його отримання почав відвідувати вечерні однорічні курси. У вересні 1946 року його зарахували до університету.
В університеті, крім занять з медицини, паралельно відвідував лекції з педагогіки та філософії. Під час відвідування відділення гінекології в лікарні зіткнувся з випадками коли жінки відмовлялися від небажаних дітей. Гмайнер задумався над тим чи справді потрібно рятувати життя цих новонароджених дітей, якщо їх ніхто не чекає. Перед ним постав вибір: лікарська практика чи допомога беззахисним дітям. Він вибрав останнє, хоча викладачі покладали на нього великі надії.
У 1947 році він заснував молодіжну групу «Прорив». Члени групи проводили зустрічі з дітьми які проживали на вулицях в Інсбруку. Згодом з ними почав проводити короткі поїздки, зокрема для навчанню катання на лижах. Проте він зрозумів, що це не робить їх щасливими, бо знову поверталися на вулицю.
У Гмайнер сформувався задум про створення дитячого містечка для дітей, які залишилися без батьківського турбування. З лютого 1948 року почав звертатися до багатьох державних, релігійних та приватних установ, які могли б допомогти йому у втіленню задуму. Але його ідею не сприймали серйозно. 
Лише в 1949 році він отримав дозвіл від мера австрійського містечка Імст на будівництво котеджів. Виділена ділянка була на горі, без електрики та води. Для будівництва йому не вистачало власних коштів, тому йому їх доводилося шукати. На початку грудня 1949 завдяки коштам, які зібрали прихильники його ідеї, був побудований перший будинок. До збирання коштів долучилася молодь, яка організувала виготовлення та реалізацію різдвяних листівок. Зібрані кошти дали змогу розпочати будівництво другого будинку. Його ініціатива здобула визнання. Третій будинок фінансувався місцевою промисловістю; четвертий — за рахунок пожертвувань влади та громадян зі Східного Тіролю; п'ятий — завдяки акції «Великодні листівки».
Для того, щоб новозбудоване містечко відрізнялося від інших соціальних установ, Гмайнер назвав його «SOS-Kinderdorf». 1 грудня 1950 у дитячому містечку відбулося свято на честь завершення будівництва 4 будинків. Влітку 1951 року в п'яти будинках вже мешкало 45 дітей.
Збільшення постійних учасників збору по всій країні майже до 100 тис. дозволило побудувати в Імсті ще два будинки дитячого містечка та будинок для медичного пункту, кімнат для шиття і майстрування, кухонь та підсобних приміщень.
Для відпочинку дітей Гмайнер у 1953 році організував табір відпочинку на березі озера в італійському місті Кальдонаццо. Згодом табір став місцем зустрічі дітей всіх дитячих містечок, у ньому навчалися педагоги-послідовники. Дитячі містечка відкривалися в інших містах Австрії. Свій досвід Гмайнер став поширювати на інші країн. З 1955 по 1957 рік дитячі містечка відкрилися в Німеччині, Франції, Італії.
26 листопада 1960 року у французькому Страсбурзі Гмайнер заснував «Європейський союз Дитячих містечок SOS». До нього ввійшли всі раніше створені товариства Дитячих містечок. Гмайнера одноголосно обрали президентом цього Союзу. З цього часу створення дитячих містечок стало поширюватися по всьому світі. Гмайнер під час відвідання сприяв відкриттю містечок. Вони були відкритті у Південній Кореї (1965), Південному В'єтнамі (1966), в Індії для тибетських дітей-біженців, які жили в засланні, у Латинській Америці й Африці. За ініціативою Гмайнера Головний союз у 1965 році був змінений на «Міжнародне Дитяче містечко SOS» з резиденцією у Відні.
В Імст Герман Гмайнер повернувся після численних закордонних подорожей. Тамтешнє дитяче містечко в було для нього родиною, бо був неодруженим і не мав власних дітей.
Герман Гмайнер помер від раку 26 квітня 1986 року в Інсбруці. За його заповітом був похований у Дитячому містечку в Імсті.

## Концепція Германа Гмайнера про дитячі містечка
Основні положення виховання дітей Гмайнера вбачав у тому, що тільки сімейне виховання зможе забезпечити всебічний розвитку дитини. На його переконання чинна на той час система опіки дітей застаріла. Адже за нею над сиротою опікувалися вихователі чи наглядачі; рідні брати та сестер були розподілені по вікових групах хлопців і дівчат; було відсутнє індивідуальне виховання; про досягненні повноліття вихованець залишав виховний заклад без підготовки для проживання в нових умовах.
Гмайнер сформулював чотири принципи виховання:
Наявність мами або батьків. У містечку кожна дитина повинна маму або батьків, які турбуються про них. Вони знають їх історію, умови в яких вони раніше проживали. Від батьків діти переймають навички господарювання й догляду за собою, отримують емоційний досвід.
Брати і сестри. У родині проживають діти різних статей та віку. Рідних братів і сестер не розлучають.
Дім. Кожна родина проживає в окремому будинку. У домівках можуть бути різні звичаї. Діти навчаються розподіляти хатні обов'язки. Отримують від дому почуття захищеності, належності до родини, відчуття особливої атмосферу свого дому, можуть ділитися радощами й турботами.
Село. У селі родини живуть в атмосфері взаємної підтримки, діляться досвідом та допомагають одні одним.